# Oreortyx pictus
La quaglia di montagna (Oreortyx pictus (Douglas, 1829)) è l'unica specie di quaglie del Nuovo Mondo del genere Oreortyx, talvolta è inclusa nel genere Callipepla.

## Descrizione
La quaglia di montagna è un uccello di medio-piccole dimensioni che può misurare da 26 a 28 cm con una apertura alare di 35/40 cm. Questa specie non presenta un evidente dimorfismo sessuale e i maschi risultano essere leggermente più grandi delle femmine. Le quaglie montane sono facilmente riconoscibili per la particolare livrea, esse presentano, infatti, il collo e il petto grigi con la gola marrone delimitata lateralmente da bande bianche mentre, la parte superiore del corpo è di colore marrone chiaro con piccole macchie bianche, la pancia è marrone scuro così come le ali che però presentano delle bande bianche disposte verticalmente. Entrambi i sessi hanno un lungo ciuffo marrone.

## Biologia

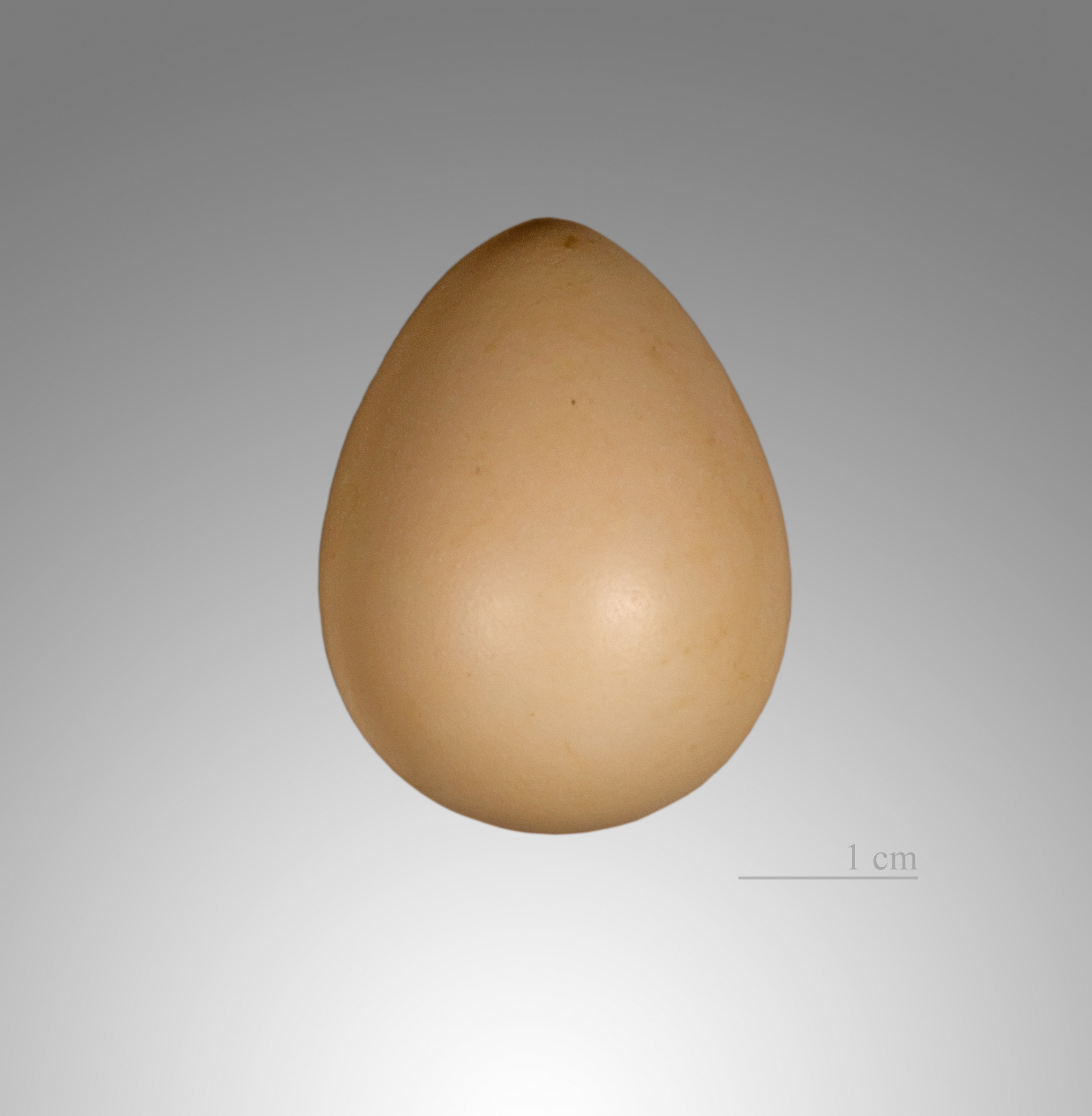
Uovo conservato al Muséum de Toulouse.

Questa quaglia si sposta soprattutto sul terreno e può raggiungere anche una velocità notevole, il volo è rapido e caratterizzato da molti sbattiti di ali. In autunno e inverno gli adulti e gli immaturi si riuniscono in gruppi che possono raggiungere anche i 20 esemplari. La quaglia di montagna si nutre principalmente di materia vegetale e semi, gli immaturi prediligono invece gli insetti.
La femmina depone dalle 9 alle 10 uova in un avvallamento del terreno nascosto dalla vegetazione, spesso alla base di un albero o di un arbusto nei pressi di un deposito d'acqua. Le uova vengono covate per 21/25 giorni dalla femmina e raramente dal maschio. I piccoli lasciano il nido per seguire i genitori dopo poche ore dalla schiusa.

## Distribuzione e habitat
Le quaglie di montagna abitano la chaparral a ovest delle Montagne Rocciose, dagli Stati Uniti alla penisola di Bassa California nel Messico. È stata introdotta anche nella Columbia Britannica, e nello stato americano di Washington. Questo uccello vive fino a 3'000 metri sopra il livello del mare.

## Tassonomia
La quaglia montana è l'unica specie del genere Oreortyx viene, tuttavia, inclusa da alcuni nel genere Callipepla anche se gli antenati delle quaglie di montagna si sono separate da tutte le altre quaglie del Nuovo Mondo 6 milioni di anni fa.
La specie è suddivisa in 5 sottospecie:
- O. p. pictus (Douglas, 1829) - Nominante, presenta 2 forme[3]:
  - O. p. pictus (pictus) (Douglas, 1829)
  - O. p. pictus (palmeri) Oberholser, 1923[4]
- O. p. plumifer (Gould, 1837)
- O. p. russelli AH Miller, 1946 - Quaglia montana pallida, residente nelle Little San Bernardino Mountains del sud della California.
- O. p. eremophilus van Rossem, 1937 - Quaglia montana del deserto, vive dal sud della California al nord della penisola di Bassa California e nella parte più a sud-ovest del Nevada.
- O. p. confinis Anthony, 1889 - Quaglia montana del sud, si ritrova nel nord della penisola di Bassa California.